# Hospital Infantil Albert Sabin
O Hospital Infantil Albert Sabin (HIAS) é um hospital localizado em Fortaleza, Ceará. O HIAS é uma entidade da administração pública estadual, vinculada à Secretaria da Saúde do Estado do Ceará (Sesa).

## História
Inaugurado em 26 de dezembro de 1952 sob o nome de Hospital Infantil de Fortaleza (HIF), o hospital foi criado para atender crianças doentes, principalmente provenientes do interior do estado, oferecendo cuidados nas suas três enfermarias. A criação do HIF foi uma iniciativa pioneira, uma vez que até então não existia no Ceará uma unidade hospitalar dedicada exclusivamente ao atendimento infantil. Em 1976, uma nova unidade foi inaugurada, e em 17 de julho de 1977, durante uma visita do Dr. Albert Sabin, o hospital passou a se chamar Hospital Infantil Albert Sabin (HIAS), por decreto do governo.
Com o tempo, o hospital recebeu credenciamento do Ministério da Saúde para realizar procedimentos de alta complexidade nas áreas de Oncologia, Neurocirurgia, Cirurgia Cardíaca e Cirurgia Crânio-facial. Inicialmente, o HIAS oferecia apenas serviços de Pediatria Geral, Assistência Materno-Infantil e Neurologia. Hoje, com nível de atenção terciária, o hospital ampliou suas operações para incluir atendimento emergencial clínico e cirúrgico em pediatria, UTI Infantil e Neonatal, e possui trinta áreas de atuação e quatorze serviços técnicos de diagnóstico e terapia. Conta com 287 leitos credenciados pelo Sistema Único de Saúde (SUS), dos quais 237 são hospitalares e 50 domiciliares.
Em 2006, o HIAS foi certificado como Hospital de Ensino pelos Ministérios da Educação e da Saúde, conforme a Portaria Interministerial Nº 337, de 14 de fevereiro, e formalmente contratualizado em 12 de dezembro pelo portaria Nº 3145. O hospital atende todo o estado do Ceará e, devido à qualidade e exclusividade de muitos dos serviços oferecidos, também presta atendimento a pacientes de outros estados.